# Meridià 151 a l'est
El meridià 151 a l'est de Greenwich és una línia de longitud que s'estén des del pol Nord travessant l'oceà Àrtic, Àsia, l'oceà Índic, l'oceà Antàrtic, Austràlia i l'Antàrtida fins al pol Sud.
El meridià 151 a l'est forma un cercle màxim amb el meridià 29 a l'oest. Com tots els altres meridians, la seva longitud correspon a una semicircumferència terrestre, uns 20.003,932 km. Al nivell de l'Equador, és a una distància del meridià de Greenwich de 16.809 km.

## De Pol a Pol
Començant en el pol Nord i dirigint-se cap al pol Sud, aquest meridià travessa:
| Coordenades                               | País, territori o mar   | Notes |
| ----------------------------------------- | ----------------------- | --- |
| 90° 0′ N, 151° 0′ E / 90.000°N,151.000°E  | Oceà Àrtic              | |
| 76° 50′ N, 151° 0′ E / 76.833°N,151.000°E | Mar de Sibèria Oriental | Passa a l'est de Nova Sibèria, Sakhà, Rússia (a 75° 7′ N, 150° 59′ E / 75.117°N,150.983°E) |
| 71° 23′ N, 151° 0′ E / 71.383°N,151.000°E | Rússia                  | Sakhà Óblast de Magadan — des de 64° 20′ N, 151° 0′ E / 64.333°N,151.000°E |
| 59° 34′ N, 151° 0′ E / 59.567°N,151.000°E | Mar d'Okhotsk           | Passa entre illa de Zaviàlov a la península de Koni, óblast de Magadan, Rússia (a 59° 5′ N, 151° 0′ E / 59.083°N,151.000°E) · Passa a l'est de les illes Txornie Bràtia, óblast de Sakhalín, Rússia (at 46° 31′ N, 150° 56′ E / 46.517°N,150.933°E) |
| 46° 33′ N, 151° 0′ E / 46.550°N,151.000°E | Oceà Pacífic            | |
| 2° 42′ S, 151° 0′ E / 2.700°S,151.000°E   | Papua Nova Guinea       | Illa de Nova Irlanda |
| 2° 48′ S, 151° 0′ E / 2.800°S,151.000°E   | Oceà Pacífic            | Mar de Bismarck |
| 2° 57′ S, 151° 0′ E / 2.950°S,151.000°E   | Papua Nova Guinea       | Illa Dyaul |
| 2° 58′ S, 151° 0′ E / 2.967°S,151.000°E   | Oceà Pacífic            | Mar de Bismarck |
| 5° 23′ S, 151° 0′ E / 5.383°S,151.000°E   | Papua Nova Guinea       | Illa de Nova Bretanya |
| 6° 2′ S, 151° 0′ E / 6.033°S,151.000°E    | Mar de Salomó           | |
| 8° 30′ S, 151° 0′ E / 8.500°S,151.000°E   | Papua Nova Guinea       | Illa de Kiriwina |
| 8° 33′ S, 151° 0′ E / 8.550°S,151.000°E   | Mar de Salomó           | |
| 9° 35′ S, 151° 0′ E / 9.583°S,151.000°E   | Papua Nova Guinea       | Illa de Sanaroa |
| 9° 38′ S, 151° 0′ E / 9.633°S,151.000°E   | Mar de Salomó           | |
| 9° 55′ S, 151° 0′ E / 9.917°S,151.000°E   | Papua Nova Guinea       | Illa de Normanby |
| 10° 7′ S, 151° 0′ E / 10.117°S,151.000°E  | Mar de Salomó           | |
| 10° 16′ S, 151° 0′ E / 10.267°S,151.000°E | Papua Nova Guinea       | Illa de Nuakata |
| 10° 17′ S, 151° 0′ E / 10.283°S,151.000°E | Mar de Salomó           | |
| 10° 35′ S, 151° 0′ E / 10.583°S,151.000°E | Papua Nova Guinea       | Illa de Basilaki |
| 10° 39′ S, 151° 0′ E / 10.650°S,151.000°E | Mar del Corall          | Passa a través de les illes del Mar del Corall Austràlia |
| 23° 29′ S, 151° 0′ E / 23.483°S,151.000°E | Austràlia               | Queensland — Illa Curtis i el continent Nova Gal·les del Sud — des de 28° 44′ S, 151° 0′ E / 28.733°S,151.000°E, passa a l'oest de Sydney (a 33° 52′ S, 151° 12′ E / 33.867°S,151.200°E)                                                            |
| 34° 14′ S, 151° 0′ E / 34.233°S,151.000°E | Oceà Pacífic            | |
| 60° 0′ S, 151° 0′ E / 60.000°S,151.000°E  | Oceà Antàrtic           | |
| 68° 18′ S, 151° 0′ E / 68.300°S,151.000°E | Antàrtida               | Territori Antàrtic Australià, reclamat per Austràlia |